# À part ça tout va bien

Le logo À part ça tout va bien

À part ça tout va bien est un projet audiovisuel qui a pour objectif de réaliser et de diffuser des vidéos humoristiques sur le thème de l'islam. Il vise à faire réfléchir, par le biais de l'humour, sur la pratique de la religion et les préjugés qu'elle peut susciter.

## Projet
Créé le 21 octobre 2008 par Zangro (Sylvain de Zangroniz), le projet Apartcatoutvabien.com est porté par l'association À part ça tout va bien. Les courts-métrages et les web-séries réalisés sont diffusés principalement via le site internet du projet.
Zangro est réalisateur des vidéos, l'acteur et humoriste Hassan Zahi est coauteur des sketches et responsable de la communication. La conception de site web est assuré par Matthieu Bué, assisté de Dimitri Basset.

### Publication audiovisuelle
À part ça tout va bien publie des sketches et des web-séries audiovisuelles.
Inspirés de la série canadienne La Petite Mosquée dans la prairie, ces sketches abordent « les crispations propres à la République française, tiraillée entre islamophobie et repli communautaire ». Le « vivre-ensemble » est la question principale sur laquelle travaille l'équipe dans ces sketches, la web-série Islam School Welkoum,, tournée à Marrakech, et plus récemment, la vidéo Sweet Home, tournée à Chicago.

### Partenariat
Ce projet a reçu le soutien de partenaires économiques étatiques (l'ACSE, l'ambassade et le consulat des États-Unis) et privés (Saphirnews).

### Accueil du public
À part ça tout va bien revendique plus de 10 millions de vidéos regardées. Une partie de la communauté musulmane de France (Jeunes musulmans de France, SalamNews, Association des musulmans de Gironde, porte-parole de la mosquée de Genève...) dit s'identifier aux problématiques que ces courts-métrages soulèvent et en apprécier l'autodérision.
Plus généralement, le projet est apprécié par un public multi-confessionnel et la presse écrite nationale et internationale (Le Nouvel Observateur, L'Express, Le Courrier de l'Atlas, Sud Ouest, 20 Minutes, Veja...) et télévisuelle (M6, France 3, France 5, TSR, TV5 Monde...) s'en est fait l'écho.

## Enjeu
La tension entre diversité et identité est au centre du projet : qu'est-ce qu'être français ? Peut-on être français avec des différences ? L'Islam semblerait être le sujet qui alimente le plus de crispations parce qu'il serait révélateur de ces points de différences et d'une certaine limite de l'acceptation de l'autre.
Selon le réalisateur Zangro, « derrière cette question d'Islam, on voit resurgir une guerre d'Algérie mal digérée, un colonialisme qui n'avait pas été assez regardé en face… Elle pose cet enjeu de l'avenir de la nation française qui s'est posé au Québec avec les accommodements raisonnables ». Il a choisi l'axe de la comédie, non pas dans le but de provoquer, mais pour « permettre un rire libérateur face à des sujets d'actualité qui restent tabous en France ». « Il ne faut jamais oublier les vertus thérapeutiques d'une bonne poilade, et que l'autodérision est non seulement possible mais en cours chez les musulmans de France. Aller là où ça grince et servir de soupape libératoire face à l'agressivité latente ». Décrisper et apaiser les tensions par le rire, d'après Zangro, l'humour est un moyen efficace d'œuvrer pour le « vivre-ensemble ». Le terme de « comédie islamique » est un oxymore marketing qui joue sur les mots pour déclencher l'intérêt et faire connaître le site.
Ces sketches ne prétendent pas juger du caractère positif ou négatif des pratiques religieuses, mais ce qui se joue derrière, et que les sociologues appellent la « francité » : le fait d'être, de se sentir, de devenir Français. Éric Macé, sociologue à l'Université Bordeaux-II, explique ainsi qu'« en France, on est toujours sur la question “comment les communautés peuvent-elles s'intégrer ?” sans vraiment poser la question “comment vivre ensemble” ? La France se situe à un moment charnière où elle doit choisir entre le modèle anglo-saxon multiculturaliste et le modèle du vivre ensemble absolu. Les spécialistes estiment que ce ne sera ni l'un ni l'autre et ne savent pas quel chemin va prendre la France, pays européen qui compte le plus de musulmans. S'il y a tant de crispations actuellement, c'est parce qu'il y a un avenir à définir, c'est sur cette problématique que travaille À part ça tout va bien ».
Leurs sketches ne caricaturent pas seulement les musulmans « ultrarigoristes », mais aussi les laïcistes énervés. « Ce genre de séries peut faire évoluer les comportements », pense Mohammed Colin, fondateur du site Saphirnews. « Quand on a testé les épisodes pilotes individuellement, les gens étaient pliés de rire. En groupe, ils se sont montrés plus critiques, parce que les règles de la bienséance l'ont emporté. ».
« Ici, il n'y a pas de critique sur l'Islam lui-même, mais sur la manière qu'ont les musulmans de vivre cet Islam », explique Hafid Ouardiri, ancien porte-parole de la mosquée de Genève. « Les musulmans, enfin, commencent à porter un regard sur eux-mêmes, un regard avec la distance et la dérision nécessaire pour dénoncer ceux qui se sont octroyés un pouvoir religieux et spirituel pour assujettir les autres par le biais de l'ignorance. »

## Les vidéos
Les vidéos produites par le projet sont diffusées gratuitement sur le site officiel.
Au 14 décembre 2010, les vidéos présentées sont les suivantes :
- Le cousin
- Le cousin : la suite
- Le cousin : le bonus
- Le côté obscur
- La perle rare
- Le jambon
- Les nettoyeurs
- La web-série Islam School Welkoum
  1. Welkoum
  2. La leçon
  3. Réflexion
  4. Le mariage
  5. Le grand Jihad
  6. L'inspection
  7. L'inspection, la suite
  8. Islam de France
- Como a la televisión
- Sweet Home
- Le Corbeau